# Calycomyza ambrosiae
Calycomyza ambrosiae este o specie de muște din genul Calycomyza, familia Agromyzidae, descrisă de Frick în anul 1956. Conform Catalogue of Life specia Calycomyza ambrosiae nu are subspecii cunoscute.